# Aneby kyrka
Aneby kyrka är en kyrkobyggnad i som ligger i samhället Aneby i Bredestads socken, Aneby kommun. Den är församlingskyrka i Aneby församling, Linköpings stift.

## Kyrkobyggnaden
Tidigare kyrka var en salkyrka som uppfördes 1958 efter ritningar av arkitekt Johannes Dahl. Numera används kyrkorummet som församlingssal. Nuvarande åttakantiga kyrka är ihopbyggd med gamla kyrkan och uppfördes åren 1996-1997 efter ritningar av arkitekt Lennart Arfwidsson. 11 oktober 1997 invigdes den nya kyrkan. Det åttakantiga kyrkorummet är orienterat i nordöstlig-sydvästlig riktning där bänkarna är vinklade mot altaret i sydväst. Golvet är belagt med rektangulära plattor av polerad brun kalksten. Kyrkorummets tak är klätt med omålad furuspont och bärs upp kraftiga böjda limträbalkar som är grönlaserade. På taket vilar en lanternin som har ljusinsläpp. Väggarna täcks av tunt laserade skivor av björkfanér. I kyrktorget utanför nya kyrkans ingång finns en korsformad dopgrav.

## Inventarier
- Dopfunten av trä är målad i rött och guld. Funten har en korsformad fot som upptill övergår i en rundel med smidda armar som bär dopskålen.
- Ett fristående altare är av omålad ek.

### Orgel
- Orgeln med tolv stämmor, två manualer och pedal är byggd 1963 av A Magnusson i Göteborg. Den är mekanisk och kyrkans första.

| Huvudverk I  | Bröstverk II      | Pedal      | Koppel |
| Rörflöjt 8’  | Gedackt 8’        | Subbas 16’ | I/P    |
| Principal 4’ | Rörflöjt 4’       | Gedackt 8’ | II/P   |
| Waldflöjt 2’ | Principal 2’      | Octava 4'  | II/I   |
| Mixtur 3 ch  | Scharff 3 ch      |            |        |
|              | Trumpetregal 8'   |            |        |
|              | Crescendosvällare |            |        |

## Bildgalleri

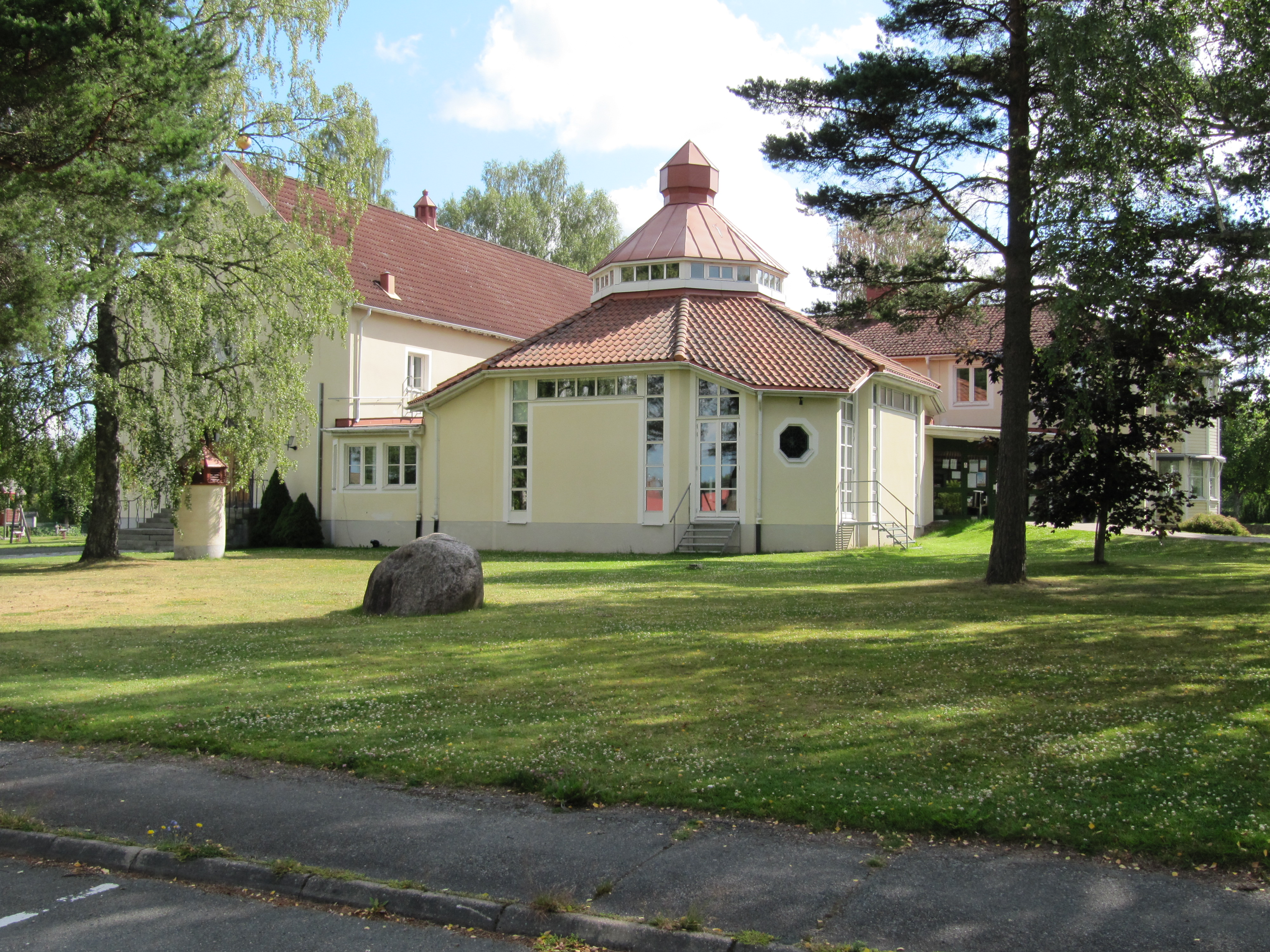
Kyrka med församlingslokaler
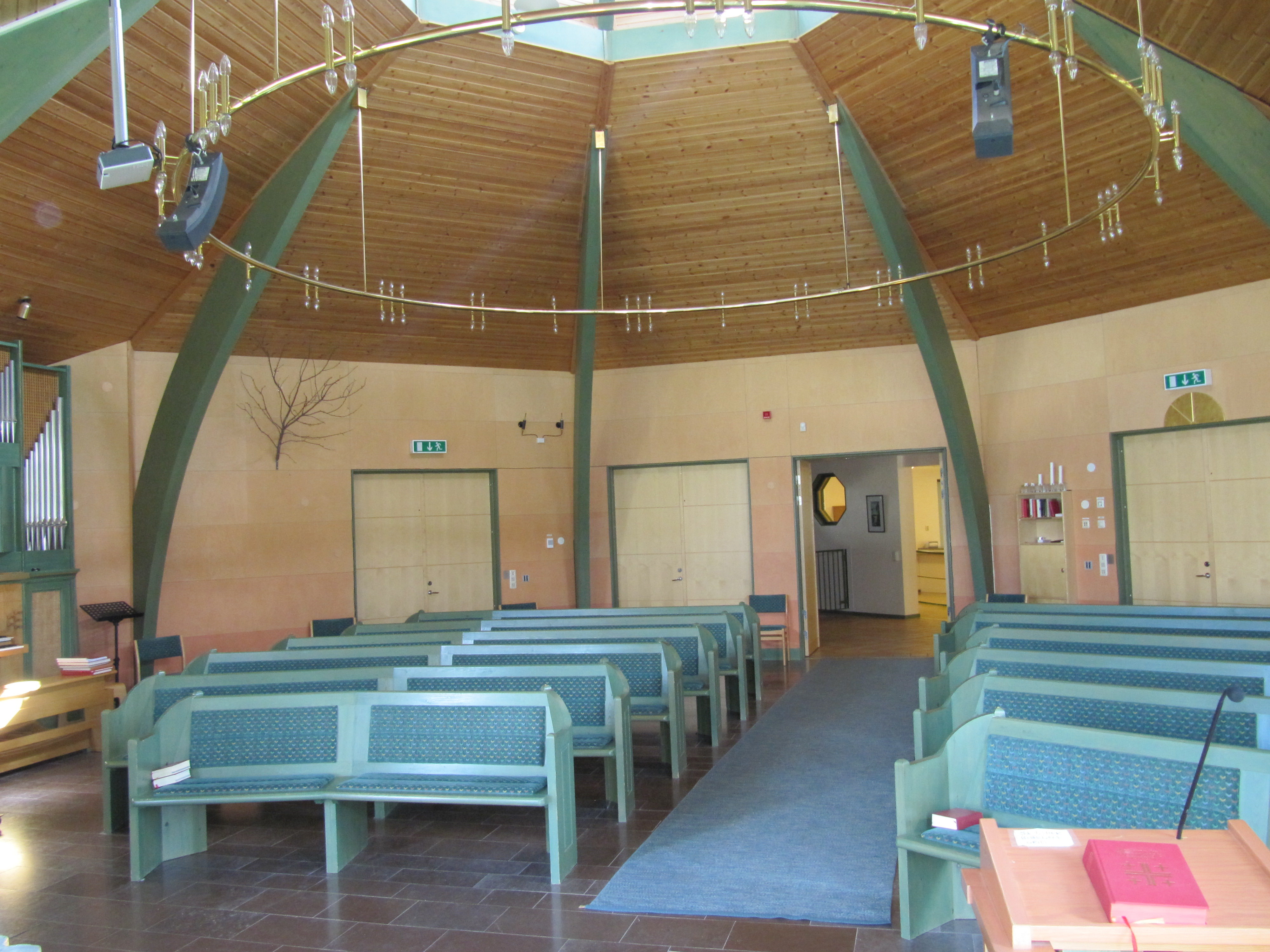
Kyrkorum mot ingång
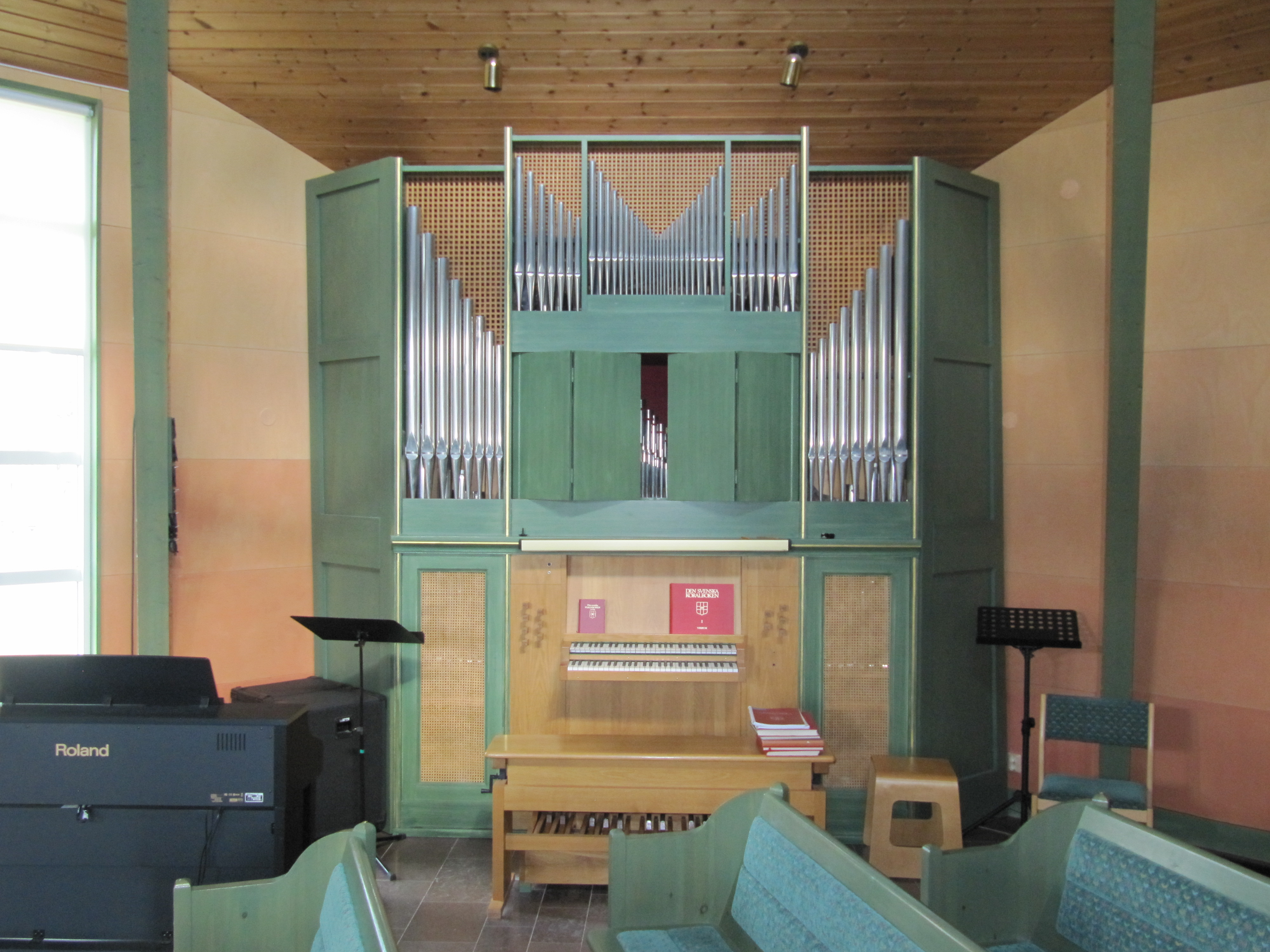
Orgel
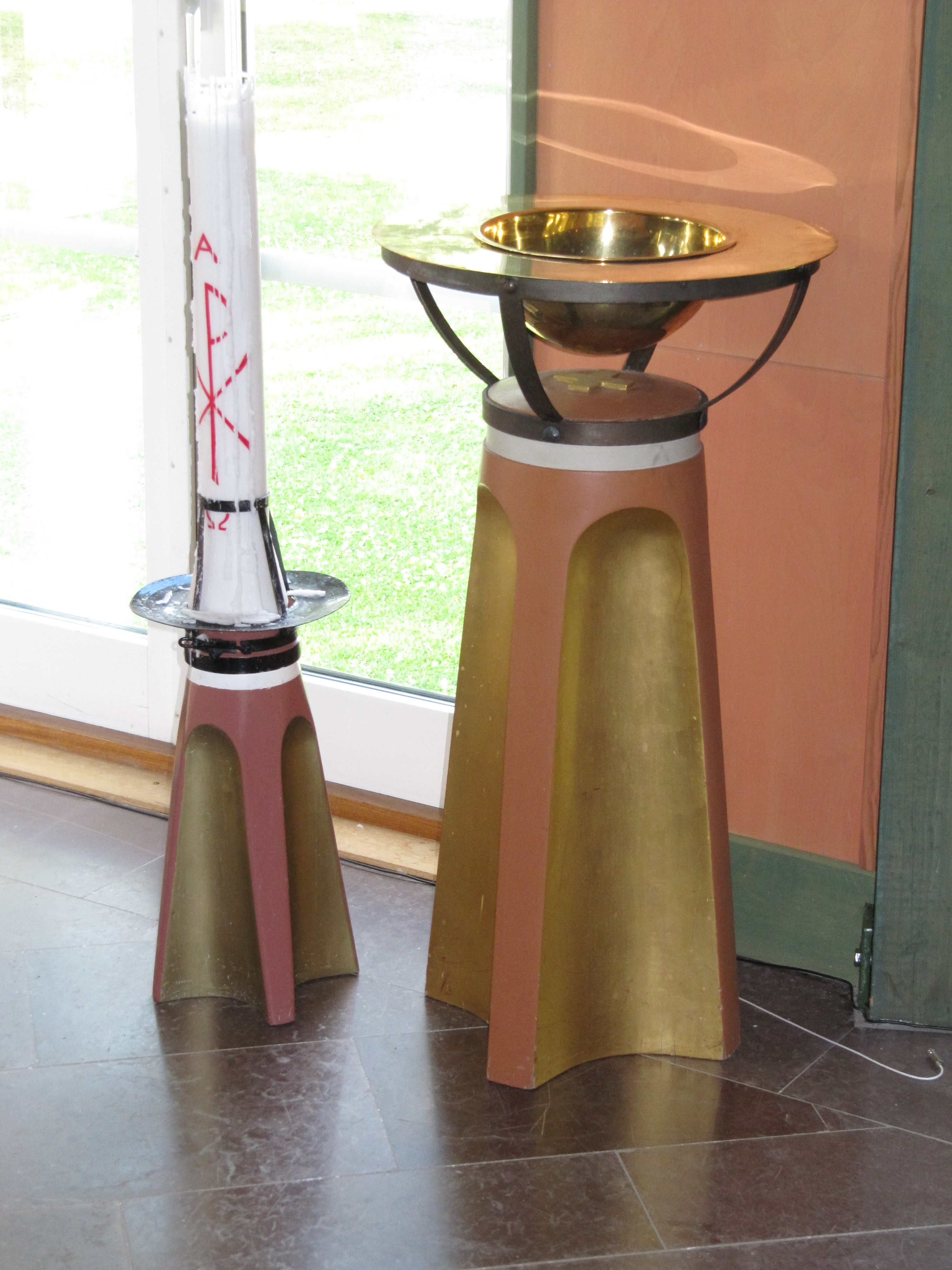
Dopfunt
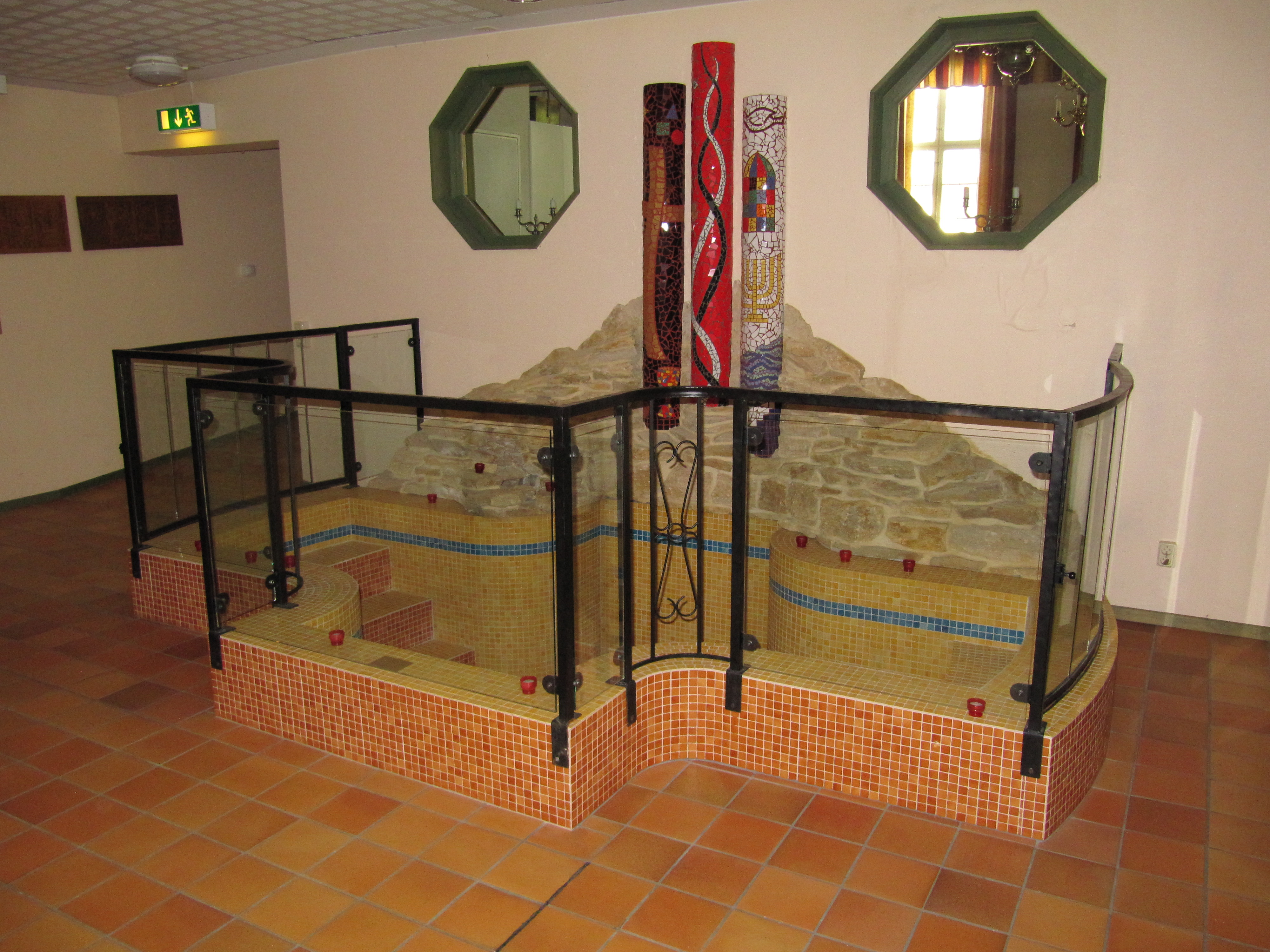
Dopgrav